# چیکبابالاپور
چیکبابالاپور (به انگلیسی: Chikkaballapur) یک منطقهٔ مسکونی در هند است که در Kolar district واقع شده‌است. چیکبابالاپور ۶۳٬۶۵۲ نفر جمعیت دارد و ۹۱۵ متر بالاتر از سطح دریا واقع شده‌است.